# Dušan Rebolj (sindikalist)
Dušan Rebolj, slovenski sindikalist in politik, * 8. december 1948.
ekonomist; bil je predsednik sindikata PERGAM
Med letoma 1997 in 2002 je bil član Državnega sveta Republike Slovenije kot zastopnik interesov delojemalcev.